# Attituderelativisme
 Der er for få eller ingen kildehenvisninger i denne artikel, hvilket er et problem. Du kan hjælpe ved at angive troværdige kilder til de påstande, som fremføres i artiklen.

Attituderelativisme, er den filosofiske retning som anskuer virkeligheden som en serie af overlappende spil. Hos AR anskuer man altså alle aspekter af livet, det være sig job, økonomi, kærlighed, fritid osv. som små spil, der i langt de fleste tilfælde er mere eller mindre indeholdende sig selv. Attituderelativistens opgave er så at afkode disse spil, deres roller, regler og rammer og så forsøge at mestre dem, bøje dem eller sprænge dem. Attituderelativismen er primært en dansk, filosofisk retning med Hans-Jørgen Nielsen som den primære kilde.